# Def Con Dos
Def Con Dos es un grupo musical español, formado en Vigo en 1988, aunque afincando en Madrid desde poco tiempo después. Fueron uno de los grupos pioneros en practicar el hip hop en español, junto a formaciones como DNI, Jungle Kings, QSC, MC Randy & DJ Jonco, Masters TDeK o Sindicato del Crimen. Posteriormente evolucionaron hacia el rap metal, en un desarrollo estilístico en el que también fueron pioneros. Sus letras tienen un fuerte componente de compromiso social y connotaciones políticas y se caracterizan por la ironía y los juegos metafóricos de doble sentido.

## Historia
Se formaron en las navidades de 1987 por iniciativa de Julián Hernández de Siniestro Total, muy interesado por aquel entonces por el innovador sonido hip hop de los grupos Public Enemy, Run DMC y Beastie Boys. Para aquel proyecto, que inicialmente no tenía intenciones de continuidad, fichó a César Strawberry y Peón Kurtz.
Planificaron un único concierto que ofrecieron en un local nocturno de Vigo llamado El Manco el 5 de enero de 1988, donde ofrecieron un pequeño repertorio con adaptaciones de canciones de grupos americanos y aquella noche utilizaron el nombre Freddy Krueger y Los Masters del Universo.
Satisfechos con el resultado de la actuación, unos meses después decidieron continuar con el proyecto, cambiándole el nombre por Def Con Dos, en referencia a uno de los estados de alerta de seguridad nacional en la escala utilizada por el Pentágono. En ese momento comenzó la primera etapa del grupo, centrada en el sonido hip hop y que dejó tres grabaciones: Primer asalto (maqueta, Grabaciones taponadas, 1988), Segundo asalto (mini-LP, DRO, 1989) y Tercer asalto (álbum, DRO, 1989). En esas grabaciones participaron músicos y técnicos amigos de Julián Hernández, combinando el empleo de programaciones, samples e instrumentos reales propios del rock. Las voces principales se las repartían los tres componentes iniciales, si bien en Tercer asalto contaron con otros dos vocalistas más.
La segunda etapa del grupo se inicia con la grabación de una maqueta de canción a petición del director de cine Álex de la Iglesia, que les propuso la posibilidad de hacer el tema principal de la película que estaba rodando en aquellos momentos, Acción Mutante. Satisfecho con la prueba, el director les hizo la oferta en firme y les ofreció aportar una canción más, que finalmente sería «Mineros locos (Armas pal pueblo)».
Con ese incentivo, César Strawberry impulsó una reorganización del proyecto, con una configuración más próxima a una banda de rock estable y a la que entró a formar parte como pieza fundamental el músico andaluz Jesús Arispont (a partir de ese momento conocido como J Al Andalus).
El resultado inmediato fue la grabación del álbum Armas pal pueblo, en el que ofrecían un sonido a mitad de camino entre el hip hop y el rap metal. Ese disco fue producido entre Julián Hernández y Jesús Arispont. Con el álbum, y gracias a la repercusión que lograron al aparecer sus canciones en la película de Álex de la Iglesia y una formación de cantantes y músicos estable, iniciaron una etapa regular de conciertos.
A partir de ese momento su éxito se fue incrementando, evolucionaron con claridad hacia el rap metal y hasta 1999 ofrecieron cientos de conciertos dentro y fuera de España, grabaron tres nuevos álbumes (Alzheimer, Ultramemia, De poca madre) y publicaron un recopilatorio (Dogmatofobia)
Entre los años 1999 y 2004 el grupo cesó su actividad, tras una despedida que pudo haber sido definitiva.
En 2004 regresaron al panorama discográfico, iniciando la tercera etapa de Def Con Dos, con Recargando (Warner), un álbum en el que retomaban su sonido más contundente, combinando el rap combativo con la potencia del metal.
Después llegarían el álbum en directo 6 dementes contra el mundo (Warner, 2006), y el disco en estudio Hipotécate tú (Warner, 2009)”.
En el año 2011 se publicó un artefacto especial, que incluía una biografía del grupo, centrada en las etapas primera y segunda, un disco recopilatorio y un álbum tributo llamado La culpa de todo la tiene Def con Dos (Warner, 2011), con algunos de sus temas más representativos interpretados por artistas como Andrés Calamaro, SFDK o La Cabra Mecánica.
En 2013 publicaron el álbum España es idiota (Warner), en el que presentaron algunos importantes cambios en la formación y ofrecieron un sonido más cercano a la crudeza del punk, en detrimento de la contundencia del metal.
A finales de ese mismo año inician una formación alternativa a la principal, con la que celebraban los 25 años de la fundación del grupo y decidieron ofrecer conciertos centrados en el repertorio más hip hop de toda su trayectoria. A esta formación alternativa la llamaron «Dos Tenores» y estaba conformada por Jesús Arispont, Peón Kurtz y César Strawberry.
Ofrecieron actuaciones con las dos formaciones en paralelo durante todo 2015 y 2016, una para el repertorio orientado hacia el rap metal, con 6 músicos sobre el escenario, y otra para el repertorio más hip hop, con dos voces, un músico y programaciones.
A finales de 2016, Peón Kurtz abandona la formación. Fue sustituido por Sagan Ummo y Samuel Barranco.
Con la nueva formación publicaron el trabajo "#trending_distopic" en el año 2017 con el sello Estatal Records, en el contaron con un gran número de cantantes invitados: Tote King, Juan de Soziedad Alkoholika, Jimmy Barnatán o Sherpa entre otros.
En 2020, el 14 de febrero, lanzaron su álbum "Gilipollas no tiene traducción", que sirvió para celebrar su XXX aniversario y que se puso a la venta junto al libro "Himnos, profecías y canciones olvidadas vol. 1”. Este álbum supone el regreso del grupo al sello Warner Music Spain.
En 2024, tras una gira por el 30 aniversario de «Armas pal pueblo», publican su décimo tercer álbum titulado «CUARTO ASALTO» de la mano de Calaverita Records.

## Estilo y letras
Musicalmente Def Con Dos combina desde sus comienzos elementos de hip hop y rock, con letras rapeadas y estructuras propias del rock, además de emplear con naturalidad la combinación de programaciones, samples y guitarras.
En la segunda etapa del grupo ese planteamiento evolucionó con claridad hacia la contundencia del rap metal. Línea que se ha mantenido en la banda, hasta que en el disco España es idiota, de 2013, se percibe la influencia de las dos nuevas incorporaciones a la banda, el guitarrista Ken y el vocalista Marco Masacre, el primero afín a la escena hardcore, el segundo al thrash metal,  y el sonido se torna más crudo y rugoso.
En Dos Tenores combinan adaptaciones de temas antiguos con algunos temas nuevos, con el minimalismo del hip hop de finales de los 80 como referencia principal, aunque adornado con samples y con la guitarra de J Al Ándalus ofreciendo infecciosos riffs.
Las letras del grupo se caracterizan por una parte por las múltiples referencias culturales que hacen (al cine, el cómic, otras bandas de música, filósofos destacados o momentos históricos) y por otra por el uso de juegos metafóricos llenos de mordacidad e ironía, que se prestan a una interpretación superficial (juerga, estética de la violencia al estilo de las películas de acción, despreocupación) y a otra más profunda (la condición del ser humano, la escala de valores, la necesidad de afrontar las injusticias, etc.). En muchas de sus canciones han mostrado una especial sensibilidad por las injusticias sociales, la manipulación social y los peligros para la libertad individual de los ciudadanos.

## Vínculos con el cine
A lo largo de su trayectoria Def Con Dos ha tenido una especial relación con el mundo del cine, aportando canciones a varias películas, entre las que se encuentran:
- Canciones «Acción mutante» y «Armas pal pueblo» en banda sonora de Acción mutante, de Álex de la Iglesia.
- Canción «El día de la bestia» en banda sonora de El día de la bestia, de Álex de la Iglesia. La música que se oye en el concierto del grupo ficticio Satánica es en realidad de Def Con Dos.
- Canción «Tuno bueno, tuno muerto» usada en la banda sonora (créditos) de la película Tuno negro, de Pedro L. Barbero y Vicente J. Martín.
- Canción «No digas nada», de la banda sonora de la película No digas nada, de Felipe Jiménez Luna.
- Canción «Los días pasan mal», banda sonora de la película Fast & Furious.

## Componentes

### Componentes actuales
- César Strawberry (Voz).(1988-presente)Def Con Dos por Rhyan Paul

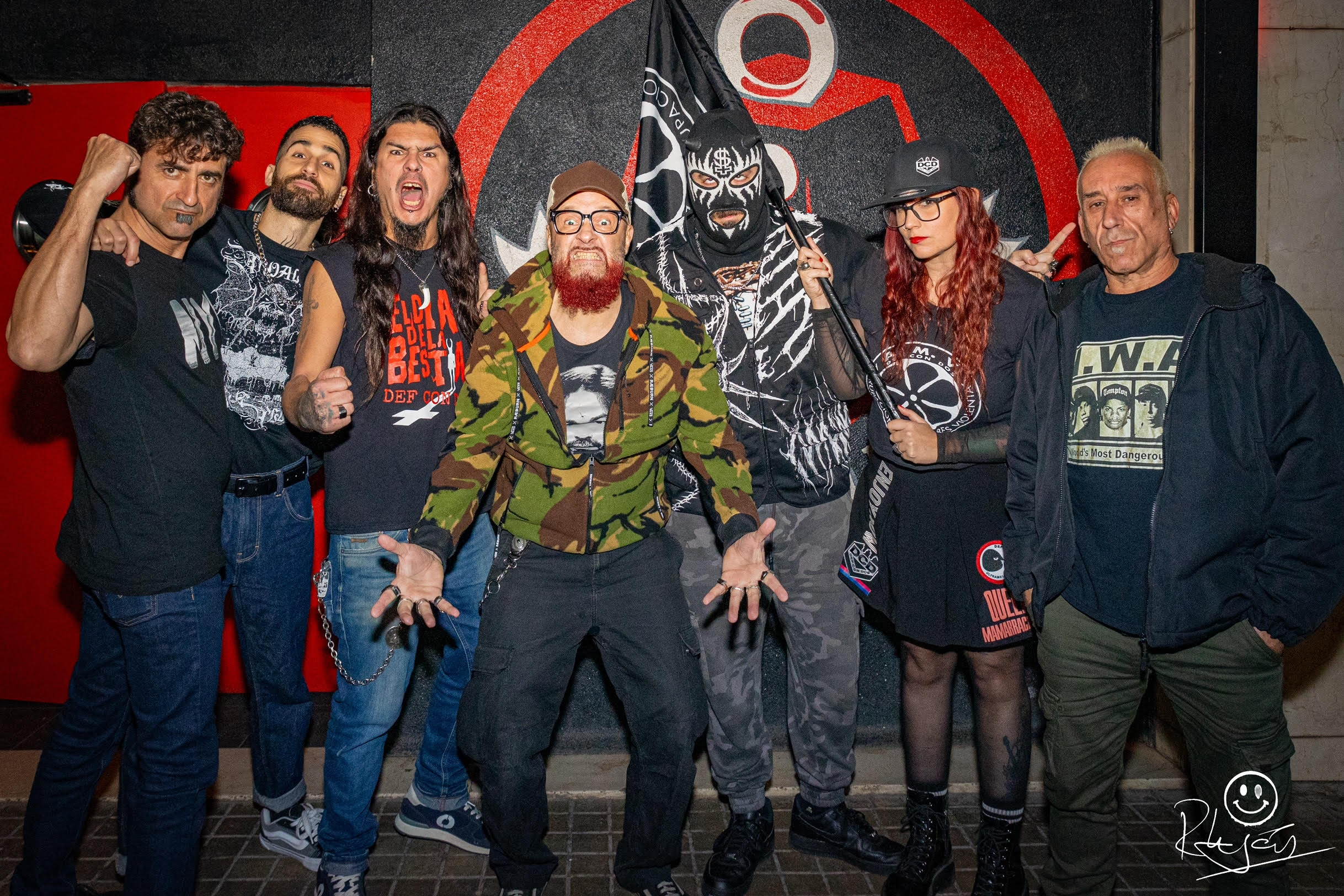
Def Con Dos por Rhyan Paul

- Samuel Barranco (Voz).(2016-presente)

- Sagan Ummo (Voz).(2016-presente)

- J. Al Ándalus (Bajo).(1992-presente)

- Alberto Marín (guitarra).(2015-presente)

- Kike Tornado (Batería).(2004-presente)
- Mara Gilbert (Voz). (2024-presente)

### Antiguos componentes
- Julián Hernández (Padre Damián J. Karras) (1988-2022
- Manolo Tejeringo (guitarra, programación, compositor) (1997-2009)
- Juanito Sangre (voz) (1994-2009)
- Juanjo Pizarro (El Mercenario) (guitarra) (1992-1995,1997)
- Julián Kanevsky (Gautxito) (guitarra) (1995-1999)
- José "Niño" Bruno (Little Boy) (batería) (1993-1999)
- Juanjo Melero (Mala Fe) (guitarra) (1993-1994)
- Bul Bul (batería) (1992-1993)

- Peón Kurtz (Voz, DJ, beatmaker)(1988-2016)
- Ken (guitarras) (2009-2015)
- Marco Masacre (voz) (2009-2013)
- Patacho (guitarra) (1990-1991)
- Mariano Lozano (Silver Sampler) (sampler,teclados) (1989-1999)
- Doctor Flanger (producción, programación) (1989-1994)
- Frosty Scratchraiser (DJ) (1989-1991)
- DB Fostex (bajo, beatmaker) (1989-1992)
- DJ Callahan (DJ) (1989-1991)
- Magnum 44 (guitarras) (1989-1994)
- Sargento Brown (guitarras) (1991-1994)
- Óscar López (sargento Láser) (voz, programaciones)(1991-1994)
- Golpeador (voz, programación) (1991-1994)
- Nicolás (Kamarada Nikolai) (guitarra) (1994-1997)
- Manolo Benítez (El Guanche) (guitarra) (1995)

## Discografía

### Discos de estudio
- Segundo asalto (1989 Dro East West)

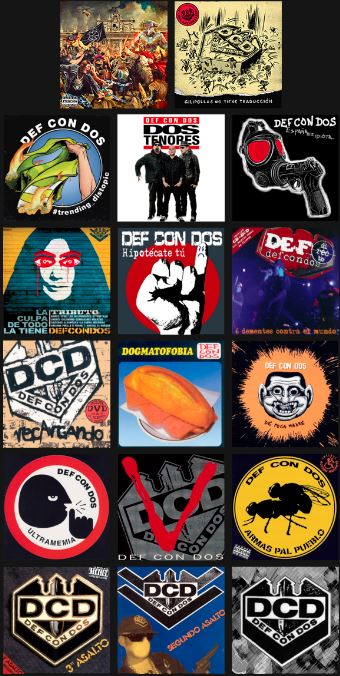

- Tercer asalto (incluye Primer Asalto) (1991 Dro East West 1991)
- Armas pal pueblo (1993 Dro East West)
- Alzheimer (1995 Dro East West)
- Ultramemia (1996 Dro East West)
- De poca madre (1998 Dro East West)
- Recargando (2004 Dro Atlantic)
- Hipotécate tú (Warner 2009)
- España es idiota (Warner 2013)
- Dos tenores (2015)
- #trending_distopic (2017 Rock Estatal Records)
- Gilip*llas no tiene traducción (Warner 2020)
- Cuarto asalto (2024 Calaverita Records)

### Otros
- Primer asalto (1989 maqueta)
- Dogmatofobia (Recopilatorio, 1999 Dro East West)
- 6 dementes contra el mundo (Disco en Directo 2006 Dro East West)
- La culpa de todo la tiene Def con Dos (Warner 2011)

### Vídeos
- Videohistorias Vol.1 Dro East West, S.A. (1995) VHS
- Videohistorias Vol.2 Dro East West, S.A. (1997) VHS
- Videohistorias 2005 Dro East West, S.A (2005) DVD